# Équipe d'Écosse de rugby à XV des moins de 20 ans
L’équipe d'Écosse des moins de 20 ans est constituée par une sélection des meilleurs joueurs écossais de rugby à XV de moins de 20 ans, sous l'égide de la fédération écossaise de rugby à XV.

## Histoire
L’équipe d'Écosse des moins de 20 ans est créée en 2008, remplaçant les équipes d'Écosse des moins de 21 ans et des moins de 19 ans à la suite de la décision de l'IRB en 2007 de restructurer les compétitions internationales junior. Elle participe chaque année au Tournoi des Six Nations des moins de 20 ans, et selon son classement au Championnat du monde junior ou au Trophée mondial des moins de 20 ans.
À l'issue du Championnat du monde junior 2019, les Écossais terminent à la dernière place et sont de fait relégués pour la première fois de leur histoire,. En 2023, l'Écosse participe pour la première fois au Trophée mondial des moins de 20 ans, le deuxième niveau mondial de la catégorie, avec l'objectif de remonter immédiatement en élite. Malgré une préparation optimale, les Écossais sont battus par l'Uruguay et ne finissent qu'à la troisième place de la compétition.
Dès lors, l'équipe est censée disputer le championnat d'Europe de la catégorie, qualificatif pour le Trophée mondial des moins de 20 ans 2024. Mais l'Écosse ne s'y rend pas, ce qui lui évite d'affronter des équipes comme les Pays-Bas, le Portugal ou la Belgique[réf. nécessaire]. La fédération écossaise obtient cependant l'organisation du Trophée mondial 2024 ce qui qualifie automatiquement son équipe.

## Palmarès
Néant

## Personnalités

### Entraîneurs
Fin 2013, la fédération écossaise réaffecte Sean Lineen, alors coach historique des Glasgow Warriors depuis 2006, à la tête de l'équipe des jeunes écossais. En décembre 2017, Stevie Scott est nommé entraîneur en chef de l'équipe, accompagné de Nikki Walker et Ben Fisher, respectivement entraîneur de l'attaque et entraîneur de la défense.
- 2013-2014 : Sean Lineen
- 2015-2017 : John Dalziel
- 2018-2019 : Stevie Scott
- 2020-2021 : Sean Lineen
- 2022- : Kenny Murray